# Finlands län
Finlands län (finska: Suomen läänit) var fram till årsskiftet 2009/2010 de högsta administrativa enheterna inom den statliga lokalförvaltningen i Finland. Statens lokala styre var länsstyrelsen.
Länen infördes 1634 i Sverige, som Finland då var en del av. Enskilda län har bildats, slagits ihop eller på annat sätt ändrats, men strukturen behölls i princip tills en stor länsreform gjordes 1997. Då slogs de dåvarande elva finska länen (undantaget Åland) ihop till fem län, från och med den 1 september. Åland påverkades inte. Reformen syftade till en minskning av byråkratin och en 20% ekonomisk besparing.
Finland var mellan 1997 och 2009 uppdelat i fem län och det självstyrda landskapet Åland. De fem länen hade ett statligt organ i form av en länsstyrelse som en statlig företrädare i länet och förvaltare av detsamma inom områdena social- och hälsovård, undervisning och kultur, polis, räddningstjänst, trafik, konkurrens- och konsumentärenden samt justitieförvaltning. Länsstyrelsen leddes av landshövdingen. Det fanns inte någon politisk församling i länen vald i allmänna val, till skillnad från Sverige, där landstingen väljs av länens invånare. 
Finlands fem län upphörde den 1 januari 2010 och länsstyrelserna ersattes med sex regionförvaltningsverk och femton närings-, trafik- och miljöcentraler. De nya regionförvaltningsverken motsvarar i stor utsträckning de dåvarande länen, utom tidigare Västra Finlands län, som delades i två regionförvaltningsverk. 
Åland finns kvar som ett självstyrt landskap.

## Län under svensk period 1595-1809
|  |  |  |  |
|  |  |  |  |
|  |  |  |  |

## Län under rysk period 1809-1917
|  |  |  |

## Län i självständigt Finland 1917-2009
|  |  |  |  |
|  |  |  |  |
|  |  |  |  |

## Tabell över historiska län i Finland
| Karta/ kartor Nummer | Vapen | Län | Residensstad           | Årtal från | Årtal till | Beskrivning |
| -------------------- | ----- | --- | ---------------------- | ---------- | ---------- | --- |
| A-G 5                |       | Kexholms län                                                                                            | Kexholm                | 1634       | 1721       | Omfattade norra delen av historiska landskapet Karelen. |
| A-M 2                |       | Nylands och Tavastehus län (separata Nylands län och Tavastehus län 1640-1648)                          | Helsingfors/Tavastehus | 1634       | 1831       | Omfattade historiska landskapen Nyland och Tavastland. |
| A-G 4                |       | Viborgs och Nyslotts län (Karelens län 1634-1641, sedan separata Viborgs län och Nyslotts län 1641-1650 | Viborg                 | 1634       | 1721       | Omfattade södra delen av historiska landskapet Karelen och helt Savolax. |
| A-X 1                |       | Åbo och Björneborgs län (separata Åbo län och Björneborgs län 1641-1646)                                | Åbo                    | 1634       | 1997       | Omfattade historiska landskapen Egentliga Finland, Satakunda och Åland. Nordöstra delarna till Tavastehus län 1870 och 1993. Ålands län avskilt 1918. Suoniemi till Tavastehus län 1973. Somero från Tavastehus län 1990. |
| A-J 3                |       | Österbottens län (separata Uleåborgs län och Vasa län 1642-1648)                                        | Uleåborg/Vasa          | 1634       | 1775       | Omfattade historiska landskapet Österbotten. |
| H-I 4                |       | Kymmenegårds och Nyslotts län                                                                           | Villmanstrand          | 1721       | 1747       | Västra och norra delarna av tidigare Viborgs och Nyslotts län samt norra delen av tidigare Kexholms län. |
| J 4                  |       | Savolax och Kymmenegårds län                                                                            | Lovisa                 | 1747       | 1775       | Området av tidigare Kymmenegårds och Nyslotts län samt sydöstra delen av Nyland och Tavastehus län. |
| K-M 4                |       | Kymmenegårds län                                                                                        | Heinola                | 1775       | 1831       | Södra delen av tidigare Kymmenegårds och Nyslotts län och lilla området från Nyland och Tavastehus län. |
| K-M 6                |       | Savolax och Karelens län                                                                                | Kuopio                 | 1775       | 1831       | Norra delen av tidigare Savolax och Kymmenegårds län. |
| K-Y 3                |       | Uleåborgs län                                                                                           | Uleåborg               | 1775       | 2009       | Norra delen av tidigare Österbottens län. Från Västerbottens län Kuusamo 1775 samt historiska landskapet (Finlands) Lappland och sydöstra delen av Tornedalen i Fredrikshamnsfreden 1809. Tidigare Petsamo län 1922. Lapplands län avskilt 1938. Ostra delen av Kuusamo var tvungen att överlämna i Moskvafreden 1940.                                                                                                |
| K-X 5                |       | Vasa län                                                                                                | Vasa                   | 1775       | 1997       | Södra delen av tidigare Österbottens län, norra delen av Nyland och Tavastehus län samt nordöstra delen av Åbo och Björneborgs län. Norra delen av Vilppula till Tavastehus län 1904. Mellersta Finlands län avskilt 1960. Virdois till Tavastehus län 1969. |
| M-U 7                |       | Viborgs län                                                                                             | Viborg > Kotka         | 1812       | 1945       | Bifogade Finska guvernementet från Ryssland till Storfurstendömet Finland. Sydöstra delen av Mäntyharju och Nyslotts områd till S:t Michels län 1831. Lilla områdeäandringarna 1842, 1864, 1919 och 1920. Största delen av läns område var tvungen att överlämna i Moskvafreden 1940. |
| N-X 6                |       | Kuopio län                                                                                              | Kuopio                 | 1831       | 1997       | Mest av området tidigare Savolax och Karelens län. Uguniemi från 1945 till 1948, när den bifogades till Kymmene län. Norra Karelens län avskilt 1960. |
| N-X 2                |       | Nylands län                                                                                             | Helsingfors            | 1831       | 1997       | Södra delarna av tidigare Nylands och Tavastehus län samt Kymmenegårds län. |
| N-X 4                |       | S:t Michels län                                                                                         | S:t Michel             | 1831       | 1997       | Sydvästra delen av tidigare Savolax och Karelens län och norra delen av tidigare Kymmenegårds län samt sydöstra delen av Mäntyharju och Nyslotts områd från Viborgs län. |
| N-X 8                |       | Tavastehus län                                                                                          | Tavastehus             | 1831       | 1997       | Norra delen av tidigare Nylands och Tavastehus län och nordvästligaste delen av Kymmenegårds län. Nordöstra delarna av Åbo och Björneborgs län 1870 och 1993. Norra delen av Vilppula från Vasa län 1904. Nordöstra delen till Mellersta Finlands län 1960. Virdois från Vasa län 1969. Kuhmois till Mellersta Finlands län och Suoniemi från Åbo och Björneborgs län 1973. Somero till Åbo och Björneborgs län 1990. |
| P-X 9, X 5           |       | Ålands län                                                                                              | Mariehamn              | 1918       | 2009       | Sydvästra delen av Åbo och Björneborgs län. Omfattade historiska landskapet Åland. |
| Q 10                 |       | Petsamo län                                                                                             | Petsamo                | 1921       | 1921       | Bifogade från Ryssland till Finland i Tartufreden 1920/1921. Till Uleåborgs län 1922. |
| S-X 10, Y 6          |       | Lapplands län                                                                                           | Rovaniemi              | 1938       | 2009       | Norra delen av Uleåborgs län. Östra delen av Salla och nordöstra delen av Petsamo län var tvungen att överlämna i Moskvafreden 1940 samt helt Petsamo var tvungen att överlämna i Moskvamellanfreden 1944. |
| V-X 7                |       | Kymmene län                                                                                             | Kotka > Kouvola        | 1945       | 1997       | Området av tidigare Viborgs län, utom Uguniemi, som bifogades från Kuopio län 1948. Nordöstra delen av Nylands län 1949. |
| X 11                 |       | Mellersta Finlands län                                                                                  | Jyväskylä              | 1960       | 1997       | Östra delen av Vasa län, nordöstra delen av Tavastehus län, sydöstra delen av S:t Michels län och sydvästligaste delen av Kuopio län. Kuhmois från Tavastehus län 1973. |
| X 12                 |       | Norra Karelens län                                                                                      | Joensuu                | 1960       | 1997       | Östra delen av Kuopio län. |
| Y 2                  |       | Södra Finlands län                                                                                      | Tavastehus             | 1997       | 2009       | Tidigare Kymmene län, Nylands län och södra delen av Tavastehus län samt västligaste delen av S:t Michels län. |
| Y 1                  |       | Västra Finlands län                                                                                     | Åbo                    | 1997       | 2009       | Tidigare Mellersta Finlands län, Vasa län, Åbo och Björneborgs län och norra delen av Tavastehus län |
| Y 4                  |       | Östra Finlands län                                                                                      | S:t Michel             | 1997       | 2009       | Tidigare Kuopio län, Norra Karelens län och största delen av S:t Michels län. |

## Det självstyrda landskapet Åland
Det självstyrda landskapet var före länsreformen, och är fortsättningsvis, undantaget från denna ordning då Åland som självstyrt område står utanför länsindelningen . Ålands självstyrelse regleras av självstyrelselagen och ger Landskapet Åland lagstiftnings- och förvaltningsbehörighet över de flesta områden som i resten av Finland förvaltades av länen. Inom dessa områden sköts lagstiftningen av Ålands lagting och förvaltningen av Ålands landskapsregering. De områden som innan reformen låg under finska statens behörighet sköttes av länsstyrelsen på Åland som leddes av Ålands landshövding. 
I och med regionalförvaltningsreformen ombildades länsstyrelsen på Åland till Statens ämbetsverk på Åland, fortfarande lett av Ålands landshövding. Ålands landshövding utses i samråd med Ålands lagtings talman och har som viktigaste uppgift att verka för ett gott samarbete mellan Landskapet Åland och finska staten. Trots detta levde termen Ålands län kvar inom vissa delar av Finlands statsförvaltning. På Åland har man länge motsatt sig termen och föredrar beteckningen landskapet Åland.